# Peter J. d'Adamo
Pour les articles homonymes, voir D'Adamo.
Peter J. d'Adamo, né le 17 juillet 1956, est un  naturopathe américain, ancien étudiant de l'université de Bastyr dans les années 1980. Son premier livre est traduit en plus de 65 langues.  Actuellement, 6 de ses 10 livres en anglais sont traduits en français. Il est réputé pour sa théorie de diététique alimentaire vis-à-vis du groupe sanguin et son livre 4 groupes sanguins 4 régimes.

## Théorie

### Groupes sanguins
Selon l'auteur, le groupe O (old ou 'ancien') est apparu au Paléolithique supérieur et correspond au régime du chasseur-cueilleur (surtout à base de viande) ; le group A (agriculteur), apparu il y a 10 000 à 15 000 ans avec la sédentarisation et l'émergence de l'agriculture, bénéficie d'un régime à caractère végétal et céréalier ; le groupe B (berger), ultérieurement apparu avec l'élevage en Asie tempérée, est adapté à la digestion de produits laitiers ; enfin le groupe AB, issu du mélange de ces deux derniers il y a juste 2 000 ans, est prédisposé à un régime flexible et allégé.

#### Digestion
La théorie repose sur l'idée que chaque groupe sanguin aurait une capacité différente à assimiler différents nutriments, notamment les lectines ; la consommation d'aliments incompatibles pour son groupe pourrait donc entraver la digestion optimale de ces dernières, pouvant induire divers troubles (coagulation sanguine etc). Outre les trames générales évoquées ci-dessus, il en résulte donc un régime alimentaire précis et élaboré à suivre pour chaque groupe (e.g. le porc est interdit pour tous les groupes,, de même que le sont le chou et les pommes de terre pour les personnes du groupe A, ainsi  que le seigle, la volaille ou les tomates pour celles du groupe B, etc.).

#### Controverses
Malgré tout, cette théorie ne connait pour l'heure aucun appui de la part des diététiciens, médecins et scientifiques,.
Par ailleurs, même si l'on observe que les populations indigènes d'Amérique du Sud ou d'Afrique australe sont presque exclusivement du groupe O (seul le métissage avec les Européens ayant fait apparaître les groupes A et B), aucun argument de sélection naturelle ne semble suggérer que le groupe sanguin O soit moins favorable à d'autres régions (ces différences observées sur les allèles A, B et O ayant été établies à une époque où chaque population se comptait en milliers ou en dizaines de milliers, avant l'expansion démographique des dix mille dernières années). 
Certaines sociétés non-agricoles sont presque exclusivement du groupe A (Pieds-Noirs d'Amérique du Nord, aborigènes d’Australie...), de même que le groupe B, n'étant pas prépondéramment aujourd'hui réparti à travers les régions historiquement nomades, paraît davantage présent en Asie méridionale.

### Génotypes
L'auteur prône également l'existence de six genotypes humains. Afin de connaître son génotype, il suffirait d'effectuer des mesures physiologiques (e.g. comparer la longueur des jambes et du buste, de la taille de l'index et de l'annulaire ainsi que d'autres observations morphologiques).

## Publications
- Le régime génotype, Paris, Éditions Michel Lafon, 2008,  (ISBN 978-2-7499-0953-0)
- 4 groupes sanguins 4 modes de vie, Paris, Éditions Michel Lafon, 2002,  (ISBN 2840987724)
- 4 groupes sanguins 4 régimes, Paris, Éditions Michel Lafon, 1998.
- (en) Eat Right 4 your Type (with additional material by Catherine Whitney) Putnam, 1996,  (ISBN 0-399-14255-X)
- (en) Live Right 4 your Type (with additional material by Catherine Whitney) Putnam, 2000,  (ISBN 0-399-14673-3)
- (en) (2002). The Eat Right 4 Your Type Complete Blood Type Encyclopedia (with additional material by Catherine Whitney) Riverhead  (ISBN 1-57322-920-2)
- (en) D'Adamo, P. "Nontransfusion Significance of ABO and ABO-Associated Polymorphisms" Chapter 43 In: Pizzorno JE, Murray MT (Eds.) Textbook of Natural Medicine, 3rd Edition, Volume 1 (2006) Elsevier.  (ISBN 0-443-07300-7)
- (en) « Metabolic and immunologic consequences of ABH secretor and Lewis subtype status », Altern. Med. Rev., août 2001; 6(4), p. 390-405.